# Luchtsmering
Luchtsmering in de scheepvaart is het aanbrengen van luchtbellen onder de scheepsromp om op deze manier de wrijving tussen het water en de romp te verminderen. Deze techniek werd voor het eerst onderzocht in de jaren 1870 door Sir John Isaac Thornycroft. Het is pas sedert begin de jaren 2000 dat er opnieuw aandacht aan wordt besteed. Een vaartuig dat deze techniek gebruikt heet een ASV (Air Supported Vessel).
Er zijn verschillende soorten weerstand die een schip moet overwinnen waarvan de wrijving onder het wateroppervlak door het water op de romp de belangrijkste is. Theoretisch gezien kan luchtsmering zorgen voor een reductie van 80 procent in de wrijving. Voor de totale weerstand -en dus ook het totale brandstofverbruik- komt dit ongeveer overeen met 40 procent. Dit percentage is natuurlijk afhankelijk van verschillende factoren waarvan de vorm van het onderwaterschip de belangrijkste is. Omdat er ook een zeker vermogen nodig is om lucht onder de romp te pompen, is het werkelijke voordeel beperkt tot ongeveer 10 tot 20 procent van de volledige weerstand.
Studies hebben uitgewezen dat luchtsmering enkel nuttig is bij een volledig glad onderwaterschip. Een ruw onderwaterschip zorgt ervoor dat het positieve effect teniet wordt gedaan. In de praktijk is er onderaan een schip meestal biologische aanslag van algen, mossels en andere organismen. Een mogelijke oplossing hiervoor is het aanbrengen van een anti-aanslagcoating.
Er zijn 3 verschillende mogelijkheden die kunnen gebruikt worden om de luchtbellen zo lang mogelijk onder het vaartuig te houden. Deze kunnen gecombineerd worden.
- Luchtkamers in de romp integreren, deze 'kamers' onderaan de romp zorgen ervoor dat de bellen er blijven.
- Microluchtbellen onder de romp blazen vanuit de onder- of zijkant.
- Waterafstotende verf gebruiken zodat de lucht niet door het water kan ontsnappen.[2]

Momenteel is deze techniek nog heel zeldzaam bij zeevaart, al zijn er al enkele cruiseschepen en olietankers die een ASV zijn. In de binnenvaart is dit systeem al ingevoerd op verschillende schepen, vanwege de platte bodem en stabiele vaart van een binnenschip is het praktischer om dit systeem toe te passen. Ook verschillende plezierjachten zijn uitgerust met een vorm van luchtsmering.